# Jiguan
Jiguan är ett stadsdistrikt och säte för stadsfullmäktige i Jixi i Heilongjiang-provinsen i nordöstra Kina.